# Paul Kemp

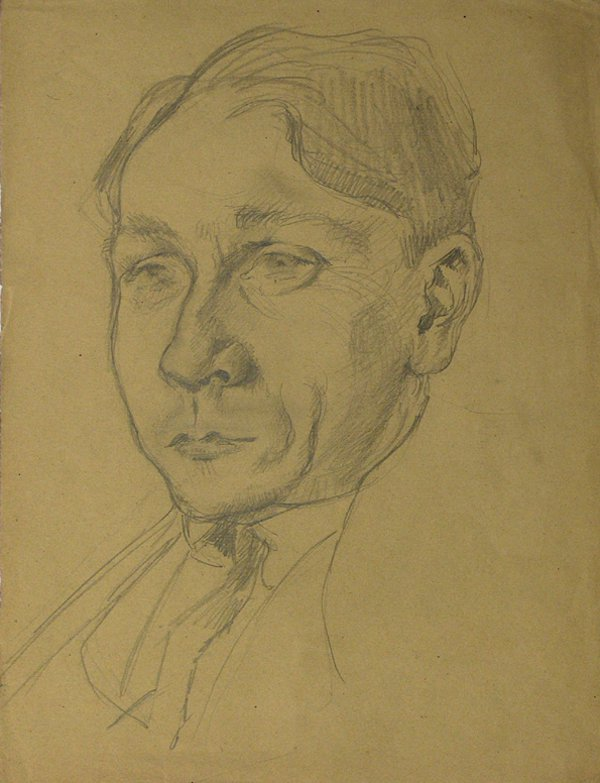
Paul Kemp in den 1920er Jahren, Bleistiftzeichnung von Egon Wilden

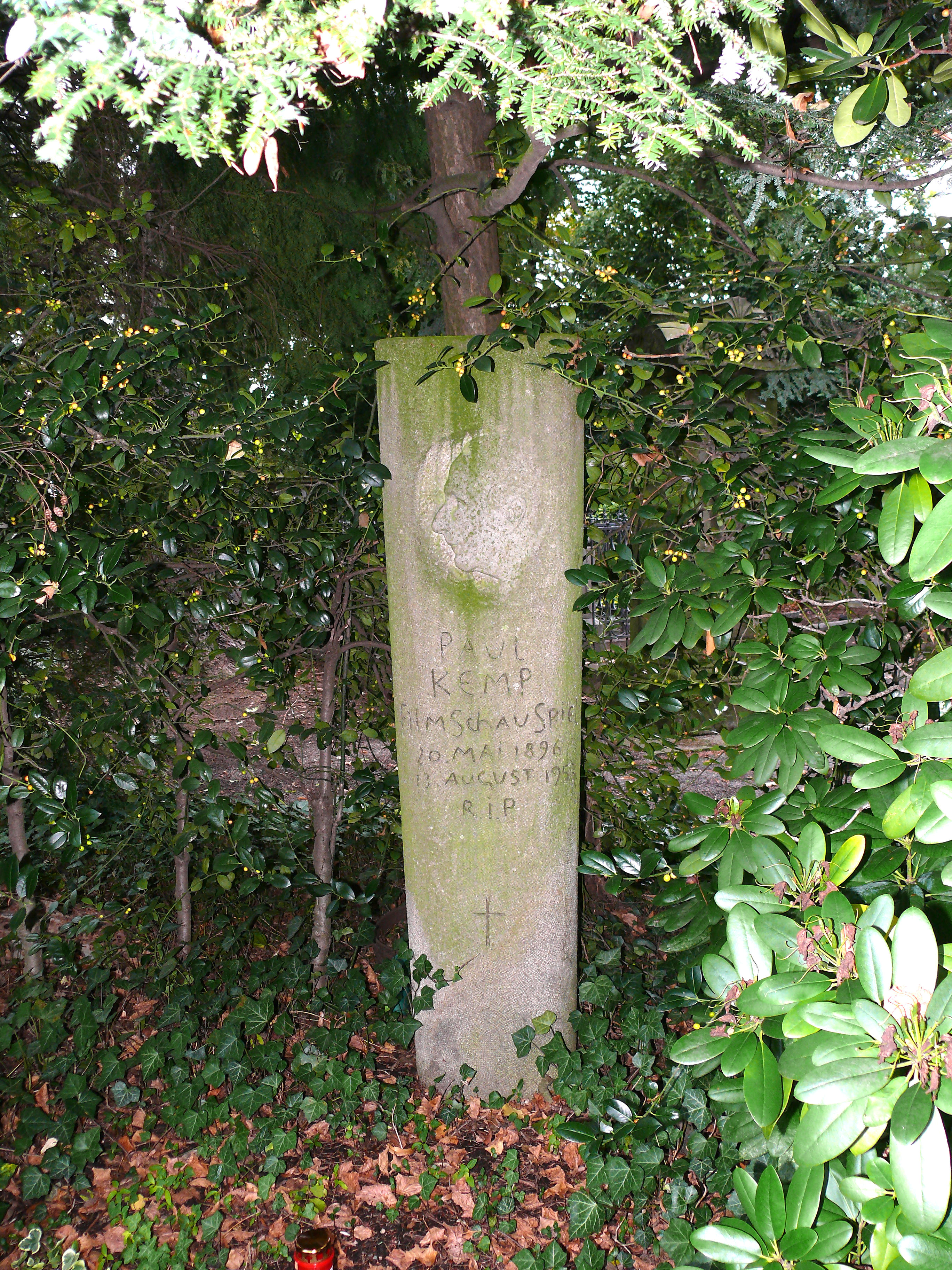
Grabstein des Schauspielers Paul Kemp auf dem Burgfriedhof in Bad Godesberg

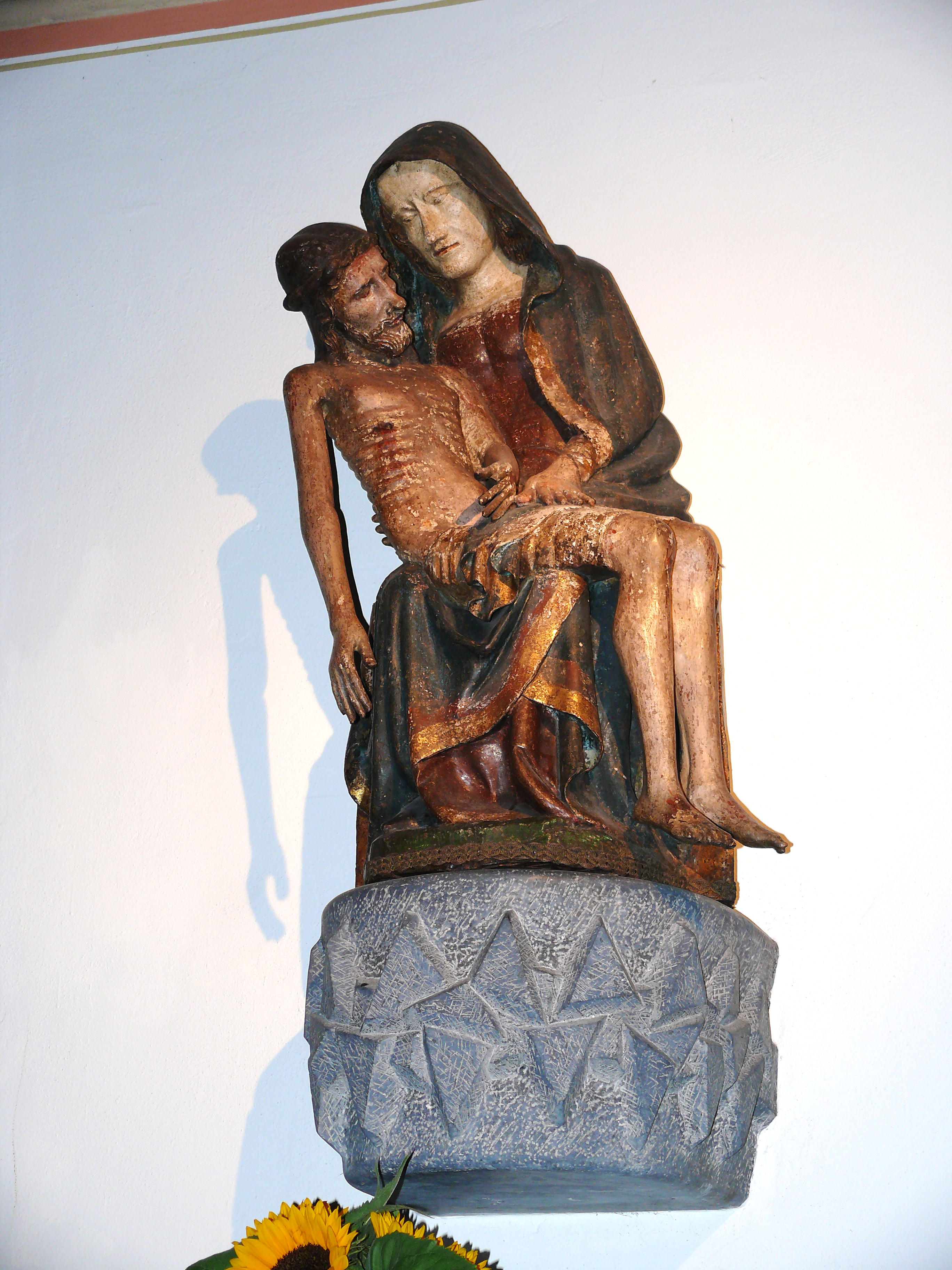
Gotische Pietà in der Marienkirche von Bad Godesberg (Geschenk aus dem Nachlass von Paul Kemp)

Paul Peter „Paulchen“ Kemp (* 20. Mai 1896 in Godesberg; † 13. August 1953 in Bonn) war ein deutscher Schauspieler und Charakterkomiker.

## Leben
Der Sohn eines Musikers begann zunächst ein Architekturstudium, nahm dann aber – gemeinsam mit Gustaf Gründgens – privaten Schauspielunterricht bei Louise Dumont in Düsseldorf, wo er auch sein Theaterdebüt gab. Später gab er an, durch Besuche im Kölner Hänneschen-Theater, einem Puppentheater, für den Beruf des Schauspielers begeistert worden zu sein. Engagements an die Hamburger Kammerspiele unter Erich Ziegel und nach Berlin folgten. Dort fand er 1930 den Weg zum Film, in dem er schnell zu einem gefragten Charakterkomiker aufstieg. Kemps Spezialität waren skurrile Alltagsmenschen mit leicht verschmitztem Humor, denen oft dominante Frauenrollen (u. a. Lucie Englisch) zur Bildung eines Buffo-Paares gegenübergestellt wurden. In diesem Charakterfach bewies Kemp eine große Bandbreite, die vom biederen Kleinbürger bis zum tragikomischen Träumer reichten. Er spielte in Pabsts Die Dreigroschenoper (1931), Fritz Langs M (1931), im Opernfilm Die verkaufte Braut (unter der Regie von Max Ophüls) und die Titelrolle in Charleys Tante (1934). Seine Vielseitigkeit konnte er auch in Reinhold Schünzels Amphitryon – Aus den Wolken kommt das Glück (1935) unter Beweis stellen, in dem er sowohl den feinfühligen und der menschlichen Rasse überdrüssigen Götterboten Mercurius als auch den ungepflegten, ungebildeten und unverständigen Diener Sosias verkörperte. Seinen dominant-weiblichen Widerpart übernahm Fita Benkhoff, die andere Doppelrolle des Amphitryon und Jupiter selbst Willy Fritsch. Kemp stand 1944 in der Gottbegnadeten-Liste des Reichsministeriums für Volksaufklärung und Propaganda.
Die Nachkriegsjahre boten Kemps schauspielerischem Talent nur wenig Herausforderungen, die Rollen wurden kleiner. Am 13. August 1953 starb Paul Kemp, gerade erst 57 Jahre alt, in der Bonner Universitätsklinik an den Folgen eines Blinddarmdurchbruchs. In seiner Trauerrede sagte Schauspielerkollege Albrecht Schoenhals:

„Ein Lachen ist gestorben! Paulchen Kemp ist nicht mehr! Als ‚Paulchen‘ formte er einen Teil der fröhlichen Seite der deutschen Seele mit. Es gab Kritiker, die ihn zwischen den großen Clown Grock und den herrlichen Komiker Charlie Chaplin stellten. Aber er hatte seinen eigenen Rang. Über seiner Komik war der Humor gelagert, der aus dem Herzen kam und im Herzen mündete: das reife und weise und gütige Lächeln eines ganzen Menschen, der im Grunde sehr ernst war.“

Kemps efeubewachsenes Grab befindet sich auf dem Burgfriedhof der Godesburg; den Grabstein ziert ein Relief Kemps und der Schriftzug „Filmschauspieler“.
1978 wurde die Bachstraße in Bad Godesberg, in der sich sein Elternhaus befindet, nach Paul Kemp benannt.
Den Nachlass Paul Kemps ersteigerte das Deutsche Filmmuseum in Frankfurt am Main und bereitet ihn für eine Ausstellung über den Künstler auf.

## Filmografie (Auswahl)
- 1930: Cyankali
- 1930: Die große Sehnsucht
- 1930: Lumpenball
- 1931: Die Dreigroschenoper
- 1931: M
- 1931: Dann schon lieber Lebertran
- 1931: Der Raub der Mona Lisa
- 1931: Meine Cousine aus Warschau
- 1931: Um eine Nasenlänge
- 1931: Berlin – Alexanderplatz
- 1931: Ein Auto und kein Geld
- 1932: Die verkaufte Braut
- 1932: Gitta entdeckt ihr Herz
- 1932: Drei von der Stempelstelle
- 1932: Sehnsucht 202
- 1933: Ein Lied für Dich
- 1933: Unsichtbare Gegner
- 1933: Ihre Durchlaucht, die Verkäuferin
- 1934: Prinzessin Turandot
- 1934: Charleys Tante
- 1934: Die Csárdásfürstin
- 1935: Amphitryon – Aus den Wolken kommt das Glück
- 1936: Boccaccio
- 1936: Heißes Blut
- 1936: Glückskinder
- 1937: Die verschwundene Frau
- 1937: Zauber der Bohème
- 1938: Capriccio
- 1939: Premiere der Butterfly
- 1939: Kornblumenblau – Regie: Hermann Pfeiffer
- 1939: Das Abenteuer geht weiter
- 1940: Der Kleinstadtpoet
- 1941: Frau Luna
- 1941: Immer nur Du
- 1941: Jenny und der Herr im Frack
- 1941: Ein Windstoß
- 1943: Die große Nummer
- 1947: Triumph der Liebe
- 1947: Das singende Haus
- 1947: Spuk im Schloß
- 1947: Liebe nach Noten
- 1948: Frech und verliebt
- 1948: Der himmlische Walzer
- 1949: Lambert fühlt sich bedroht
- 1950: Die Dritte von rechts
- 1950: Die Mitternachtsvenus
- 1950: Die Nacht ohne Sünde
- 1950: Der Mann, der sich selber sucht
- 1950: Kein Engel ist so rein
- 1951: Engel im Abendkleid
- 1951: Das unmögliche Mädchen (Fräulein Bimbi)
- 1951: In München steht ein Hofbräuhaus
- 1951: Mutter sein dagegen sehr!
- 1952: Die Diebin von Bagdad
- 1952: Königin der Arena
- 1953: Drei, von denen man spricht (Glück muß man haben)
- 1953: Liebeskrieg nach Noten

## Wichtige Bühnenauftritte (Auswahl)
- 1923 Hamburger Kammerspiele. William Shakespeare Komödie der Irrungen. Regie: Erich Ziegel. Doppelrolle: Dromios, zwei Brüder
mit Gustaf Gründgens
- 1923 Hamburger Kammerspiele. Brandon Thomas Charleys Tante. Regie: Erich Ziegel. Rolle: Lord Francourt Babberly, Student
- 1926 Hamburger Kammerspiele. Jacques Offenbach Orpheus in der Unterwelt. Regie: Gustaf Gründgens. Rolle: Orpheus, Sänger
- 1927 Hamburger Kammerspiele. Jacques Offenbach Die schöne Helena. Regie: Gustaf Gründgens. Rolle: Menelaus, König
- 1929 Komödie, Berlin. Edgar Wallace Der Mann, der seinen Namen änderte. Regie: Heinz Hilpert. Rolle: Lane, Ganove
mit Oskar Homolka, Grete Mosheim, Willi Forst
- 1929 Theater am Nollendorfplatz, Berlin. Johann Strauß Die Fledermaus. Regie: Max Reinhardt. Rolle: Frosch, Gefängniswärter
mit Hermann Thimig, Maria Schreker, Oskar Karlweis
- 1930 Theater am Nollendorfplatz. Vicki Baum Menschen im Hotel (Uraufführung). Regie: Gustaf Gründgens. Rolle: Kringelein, Buchhalter
mit Sybille Binder, Tibor von Halmay, Margarethe Köppke
- 1930 Theater am Nollendorfplatz. Arnold Zweig Der Streit um den Sergeanten Grischa. Regie: Alekseij Granovskij. Rolle: Hermann Sacht
mit Hermann Thimig, Dagny Servaes
- 1930 Komödie, Berlin. George Bernhard Shaw Soll man heiraten?. Regie: Karl-Heinz Martin. Rolle: Collins
mit Heinz Rühmann, Elsa Wagner, Gustaf Gründgens, Max Gülstorff, Ida Wüst
- 1930 Komödie, Berlin. Mischa Spoliansky Wie werde ich reich und glücklich? (Uraufführung). Regie: Erich Engel. Rolle: Ein Standesbeamter
mit Dolly Haas, Oscar Karlweis, Blandine Ebinger
- 1930 Kammerspiele des Deutschen Theaters, Berlin. Molière Die Schule der Frauen. Regie: Hans Deppe. Rolle: Ein Notar
mit Hans Brausewetter, Max Gülstorff, Lore Anne Mosheim
- 1930 Deutsches Theater, Berlin. William Shakespeare Ein Sommernachtstraum. Regie: Max Reinhardt. Rolle: Squenz, Zimmermann
mit Vilma Degischer, Otto Wallburg, Else Elster
- 1930 Deutsches Theater, Berlin. Ferdinand Bruckner Elisabeth von England (Uraufführung). Regie: Heinz Hilpert. Rolle: Gresham
mit Agnes Straub, Adolf Wohlbrück, Gustaf Gründgens
- 1931 Deutsches Theater, Berlin. Carl Zuckmayer Der Hauptmann von Köpenick (Uraufführung). Regie: Heinz Hilpert. Rolle: Wabschke, Zuschneider
mit Werner Krauß, Ilse Fürstenberg, Eduard von Winterstein
- 1931 Theater am Kurfürstendamm, Berlin. Ilse Langner Die Heilige aus den USA. Regie: Ludwig Berger. Rolle: Hiram Craft
mit Agnes Straub, Brigitte Horney, Egon Friedell